# Pygidium
Een pygidium is de driedelige staart van een trilobiet, een uitgestorven diersoort. Ook het achterste deel van het achterlijf van kevers wordt pygidium genoemd.

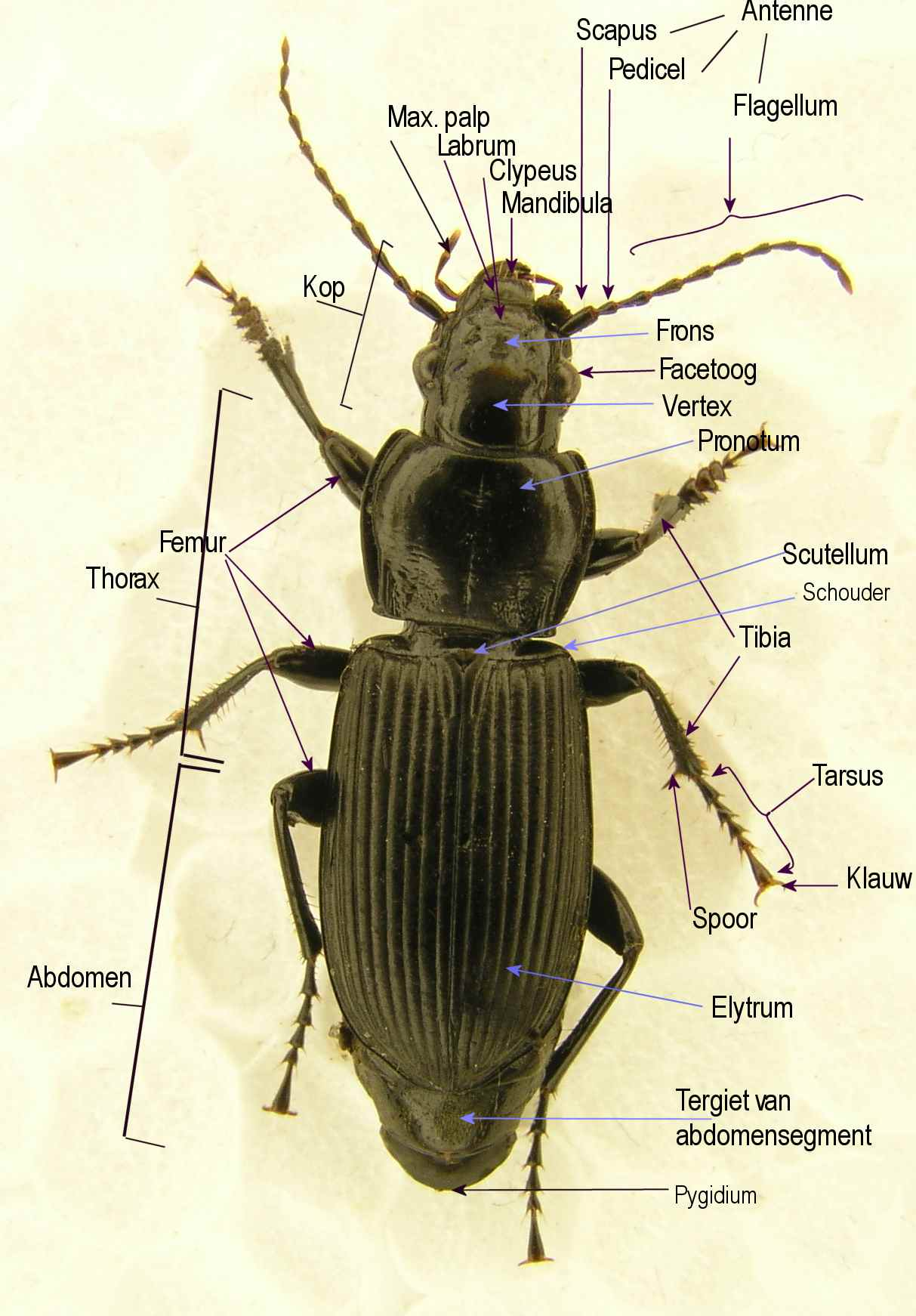
De anatomie van een kever
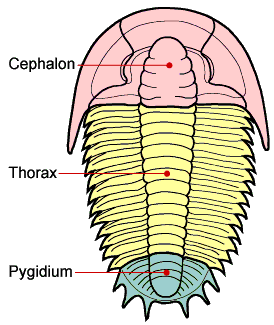
Lichaamsdelen van een trilobiet